# 2002 aux échecs
| Années des échecs : 1999 - 2000 - 2001 - 2002 - 2003 - 2004 - 2005    |
| Décennies des échecs : 1970 - 1980 - 1990 - 2000 - 2010 - 2020 - 2030 |

Cette page recense les événements liés au monde des échecs qui ont eu lieu en 2002.

## Événements majeurs
- 15-25 janvier : Le championnat du monde FIDE se déroule à Moscou. En finale, Ruslan Ponomariov l’emporte sur Vassili Ivantchouk
- 25 mai-9 juin : à Varna (Bulgarie) Antoaneta Stefanova remporte le championnat d’Europe féminin.
- 25 octobre-10 novembre : La 35e Olympiade de Bled revient à la Russie chez les hommes et à la Chine chez les femmes
- L'Arménien Levon Aronian devient champion du monde des moins de 20 ans. Le titre féminin est remporté par la Chinoise Zhao Xue.

## Tournois et opens

### 1ertrimestre
- En janvier, le tournoi de Wijk aan Zee (catégorie 18) est remporté par Ievgueni Bareïev devant Aleksandr Grichtchouk.
- Du 4 au 11 février, les quatre premiers à l’Open Aeroflot sont Gregory Kaidanov, Aleksandr Grichtchouk, Alexander Shabalov et Vadim Milov.
- Du 9 au 17 février, Eduardas Rozentalis gagne l’open de Cappelle-la-Grande.
- Du 22 février au 3 mars, le NAO Chess Master (catégorie 18) est gagné par Veselin Topalov et Boris Guelfand ex aequo.
- Du 22 février au 10 mars, le tournoi de Linares (catégorie 20) voit la large victoire de Garry Kasparov avec 1,5 point d’avance sur Ruslan Ponomariov.

### 2etrimestre
- Du 3 au 8 avril, la première étape de la coupe du monde FIDE de parties rapides est remporté par Péter Lékó.
- Du 13 au 21 avril, Mikhaïl Gourevitch et Robert Zelčić partagent la première place de l’open de Metz.
- Du 27 avril au 5 mai, le tournoi de Prague (trophée Eurotel, cadence rapide) est remporté par Viswanathan Anand devant Anatoli Karpov.
- Du 5 au 17 mai, Lazaro Bruzon remporte le mémorial Capablanca à La Havane (catégorie 13).
- Du 16 au 25 mai, le tournoi d’Essen (catégorie 16) revient à Vadim Zviaguintsev[1].
- Du 22 au 30 mai, le tournoi de Sarajevo (catégorie 16) est remporté par Sergey Movsesian[1].
- Du 2 au 5 juin à Moscou, la deuxième étape de la coupe du monde FIDE de parties rapides est remporté par Garry Kasparov.
- Du 6 au 14 juin, le tournoi de Malmö (catégorie 13) est remporté par Nigel Short.
- Du 29 au 30 juin, le Grand prix du Sénat (Paris) en cadence semi-rapide est remporté par Vladimir Kramnik.

### 3etrimestre
- Du 28 juin au 7 juillet, Hicham Hamdouchi remporte le tournoi de Belfort (catégorie 14)[1].
- En juillet, le tournoi de Dortmund, qui désigne le challenger du champion du monde « classique » est remporté par Péter Lékó qui bat en finale Veselin Topalov.
- En juillet, Ilya Smirin remporte le tournoi de Bienne[1].

### 4etrimestre
- Du 23 au 30 octobre, Boris Guelfand remporte le trophée CCAS de Cap d'Agde en battant Anatoli Karpov en finale.
- Du 31 octobre au 4 novembre, l’Open Corsica est gagné par Viswanathan Anand qui bat Anatoli Karpov en finale.
- Du 29 novembre au 5 décembre, l’open des Los Immortales (République dominicaine) est remporté par Igor Khenkine.
- En décembre, Judit Polgar remporte le tournoi de Benidorm au départage devant Ruslan Ponomariov.
- Du 13 au 21 décembre, le tournoi mémorial Carlos Torre à Mérida est remporté par Valeri Filippov.
- Du 21 au 28 décembre, Roustam Kassymdjanov et Viktor Bologan remportent le tournoi de Pampelune (catégorie 16)[1].

## Matchs amicaux
- 8-11 septembre : à Moscou, la Russie est battue en cadence rapide par le Reste du monde 48 – 52.
- 8-13 octobre : en match à Albert, Étienne Bacrot bat Boris Guelfand  3,5 à 2,5
- 19-20 décembre : surprise à New York où Anatoli Karpov bat Garry Kasparov 2,5-1,5 en cadence rapide.

## Championnats continentaux et nationaux individuels

### Championnats continentaux individuels
| Compétition                              | Champion mixte | Championne |
| ---------------------------------------- | -------------- | ---------- |
| Championnat d'Afrique d'échecs           |                |            |
| Championnat d'Asie d'échecs              |                |            |
| Championnat d'Amérique d'échecs          |                |            |
| Championnat d'Europe d'échecs individuel |                |            |
| Championnat d'Océanie d'échecs           |                |            |

### Championnats nationaux individuels
- Allemagne : 22-30 novembre : Luther devient champion d’Allemagne.
- Argentine : Matín Labollita remporte le championnat[2],[3]. Chez les femmes, Anahí Meza s’impose.
- Autriche : Nikolaus Stanec[4] remporte le championnat[5]. Chez les femmes, Helene Mira s’impose[6].
- Belgique : Alexandre Dgebuadze remporte le championnat[7]. Chez les femmes, Sophie Brion s’impose[8].
- Biélorussie : Chez les femmes : Anna Charevitch[9]
- Brésil: Darcy Lima remporte le championnat[10]. Chez les femmes, c’est Joara Chaves qui s’impose.
- Canada : Pascal Charbonneau remporte le championnat[11]. Chez les femmes, pas de championnat [12].
- Chine :  Zhang Pengxiang remporte le championnat[13]. Chez les femmes, Wang Lei s’impose.
- Danemark : Sune Berg Hansen[14]
- Écosse : Paul Motwaniremporte le championnat[15].
- Espagne : Alexei Shirov remporte le championnat[16]. Chez les femmes, c’est Mónica Calzetta Ruiz qui s’impose[17].
- États-Unis : Larry Christiansen et Nick de Firmian remportent le championnat[18]. Chez les femmes, Jennifer Shahade s’impose[19].
- Finlande: Mika Karttunen remporte le championnat[20].
- France : Étienne Bacrot remporte le championnat [21]. Chez les femmes, Marie Sebag s’impose[22].
- Grèce : Hristos Banikas[23]
- Guatemala : Carlos Armando Juárez[24]

- Inde : Krishnan Sasikiran remporte le championnat[25].
- Iran (calendrier persan : 1381) : Ehsan Ghaem-Maghami remporte le championnat[26].
- Islande : Hannes Hlífar Stefánsson[27]

- Japon: Gentaro Gonda remporte le championnat[28].

- Kazakhstan : Pavel Kotsour remporte le championnat[29].
- Moldavie : Elena Pîrţac remporte le championnat féminin.
- Namibie : Pas d'édition[30]

- Pays-Bas : Loek van Wely remporte le championnat [31]. Chez les femmes, c’est Zhaoqin Peng[32] qui s’impose.
- Pologne : Michal Krasenkow remporte le championnat[33].
- Portugal : Chez les femmes, Catarina Leite[34]
- Royaume-Uni : Ramachandran Ramesh remporte le championnat[35].
- Russie : Aleksandr Lastine remporte le championnat[36]. Chez les femmes, Tatiana Kosintseva[37] .
- Suisse : Yannick Pelletier remporte le championnat [38]. Chez les dames, c’est Monika Seps qui s’impose[39].
- République tchèque : Petr Hába
- Ukraine : Anton Korobov remporte le championnat[40],[41]. Chez les femmes, Tatiana Vassilievitch s’impose[42].
- Viêt Nam : Dao Thien Hai, Nguyen Anh Dung  et Tu Huoang Tong  remportent le championnat[43].
- RF Yougoslavie : Miloš Pavlović remporte le championnat[44]. Chez les femmes, Svetlana Proudnikova s’impose.
- Zambie : Gershom Musende remporte le championnat[45].

## Évolution des classements mondiaux en 2002
Les joueurs d'échecs ont un classement Elo mis à jour chaque mois par la FIDE en fonction de leurs résultats sportifs, et chaque partie jouée rapporte ou retire des points Elo aux joueurs. Au cours de l'année 2002, plusieurs progressions au classement Elo sont remarquées.

### Classement mixte
| Rang 2003 | Nom                | Né en | Fédération | Elo 2003 | Rang 2002 | Elo 2002 | Évolution     |
| --------- | ------------------ | ----- | ---------- | -------- | --------- | -------- | ------------- |
| 1         | Garry Kasparov     | 1963  | Russie     | 2 847    | 1         | 2 838    | en stagnation |
| 2         | Vladimir Kramnik   | 1975  | Russie     | 2 809    | 2         | 2 809    | en stagnation |
| 3         | Viswanathan Anand  | 1969  | Inde       | 2 753    | 3         | 2 757    | en stagnation |
| 4         | Veselin Topalov    | 1975  | Bulgarie   | 2 743    | 6         | 2 739    | en stagnation |
| 5         | Peter Leko         | 1979  | Hongrie    | 2 736    | 10        | 2 713    | 23            |
| 6         | Michael Adams      | 1971  | Angleterre | 2 734    | 4         | 2 742    | en stagnation |
| 7         | Ruslan Ponomariov  | 1983  | Ukraine    | 2 734    | 7         | 2 727    | en stagnation |
| 8         | Evgeny Bareev      | 1966  | Russie     | 2 729    | 12        | 2 707    | 22            |
| 9         | Alexei Shirov      | 1972  | Espagne    | 2 723    | 9         | 2 715    | en stagnation |
| 10        | Alexander Grischuk | 1983  | Russie     | 2 712    | 25        | 2 671    | 41            |

### Classement femmes
| Rang 2003 | Nom                  | Né en | Fédération | Elo 2003 | Rang 2002 | Elo 2002 | Évolution     |
| --------- | -------------------- | ----- | ---------- | -------- | --------- | -------- | ------------- |
| 1         | Judit Polgár         | 1976  | Hongrie    | 2 700    | 1         | 2 676    | 24            |
| 2         | Antoaneta Stefanova  | 1979  | Bulgarie   | 2 560    | 22        | 2 451    | 109           |
| 3         | Almira Skripchenko   | 1976  | France     | 2 501    | 9         | 2 498    | en stagnation |
| 4         | Maia Tchibourdanidzé | 1961  | Géorgie    | 2 497    | 4         | 2 516    | 19            |
| 5         | Humpy Koneru         | 1987  | Inde       | 2 496    | 3         | 2 539    | 43            |
| 6         | Alissa Galliamova    | 1972  | Russie     | 2 496    | 5         | 2 514    | 18            |
| 7         | Zhu Chen             | 1976  | Chine      | 2 492    | 7         | 2 505    | 13            |
| 8         | Pia Cramling         | 1963  | Suède      | 2 492    | 6         | 2 508    | 16            |
| 9         | Xu Yuhua             | 1976  | Chine      | 2 489    | 13        | 2 473    | 16            |
| 10        | Wang Lei             | 1975  | Chine      | 2 484    | 8         | 2 499    | 15            |

## Nécrologie
- En 2002 : Oleg Moïsseïev, Aristides Paidousis (en), Milan Vukadinov (en)
- 13 février : Edmar Mednis à 64 ans, Ángel Ribera Arnal (en)
- 20 mars : Charles Kalme (en)
- 30 avril : Alexander Pituk (en)
- 12 juin : Samy Rubinstein à 75 ans, fils de Akiba Rubinstein, il fut champion de Bruxelles à de nombreuses reprises et vice-champion belge en 1952.
- 18 juin : David García Ilundáin (en)
- 28 juin : Cherubino Staldi
- 15 août : Ilze Rubene (en)
- 21 août : Michael Flannan Littleton (en)
- 7 septembre : Michel Roos à 70 ans, champion de France en 1964
- 11 septembre : Matafia Šeinbergas (en)
- 13 septembre : Alexandre Kazantsev
- 23 septembre : Edouard Goufeld
- 26 septembre : Ricardo Calvo (en)
- 15 octobre : Jürgen Dueball (en)
- 20 novembre : Mikhail Kantardzhiev (en)
- 25 octobre : Guy Mazzoni